# جون ر. كان
جون ر. كان (بالإنجليزية: John R. Kane)‏ هو ضابط أمريكي، ولد في 5 يناير 1907 في ماكغريغور في الولايات المتحدة، وتوفي في 29 مايو 1996 في كوتسفيل في الولايات المتحدة.